# Ipnops murrayi
Ipnops murrayi – gatunek ryby głębinowej z rodziny Ipnopidae. Wszystkie ryby z rodzaju Ipnops mają oczy przekształcone w płaskie struktury pozbawione soczewek. Nazwa gatunkowa honoruje oceanografa Johna Murraya (1841–1914).

## Charakterystyka
Ryby tego gatunku osiągają 13,2 cm standardowej długości.

## Występowanie
Spotykane na głębokościach do 3477 m. Gatunek występuje we wschodniej części Oceanu Indyjskiego, w zachodnim i wschodnim Atlantyku, pojedyncze okazy łowiono także w Pacyfiku.